# Podróż apostolska Jana Pawła II do Jordanii i Izraela
91 podróż apostolska Jana Pawła II odbyła się w dniach 20–26 marca 2000. Papież odwiedził wówczas Jordanię i Izrael (Ziemię Świętą).
Ważnym epizodem tej podróży była modlitwa przed Ścianą Płaczu, która była elementem dialogu z judaizmem.
W czasie tej pielgrzymki Janowi Pawłowi II, jako pierwszemu następcy św. Piotra było dane m.in. zobaczenie domu apostoła w Kafarnaum, nawiedzenie odbudowanej bazyliki Cudu rozmnożenia chleba nad Jeziorem Genezaret w Tabdze oraz sprawowanie Eucharystii w jerozolimskim Wieczerniku – miejscu Ostatniej wieczerzy Chrystusa.